# Censo (storia romana)

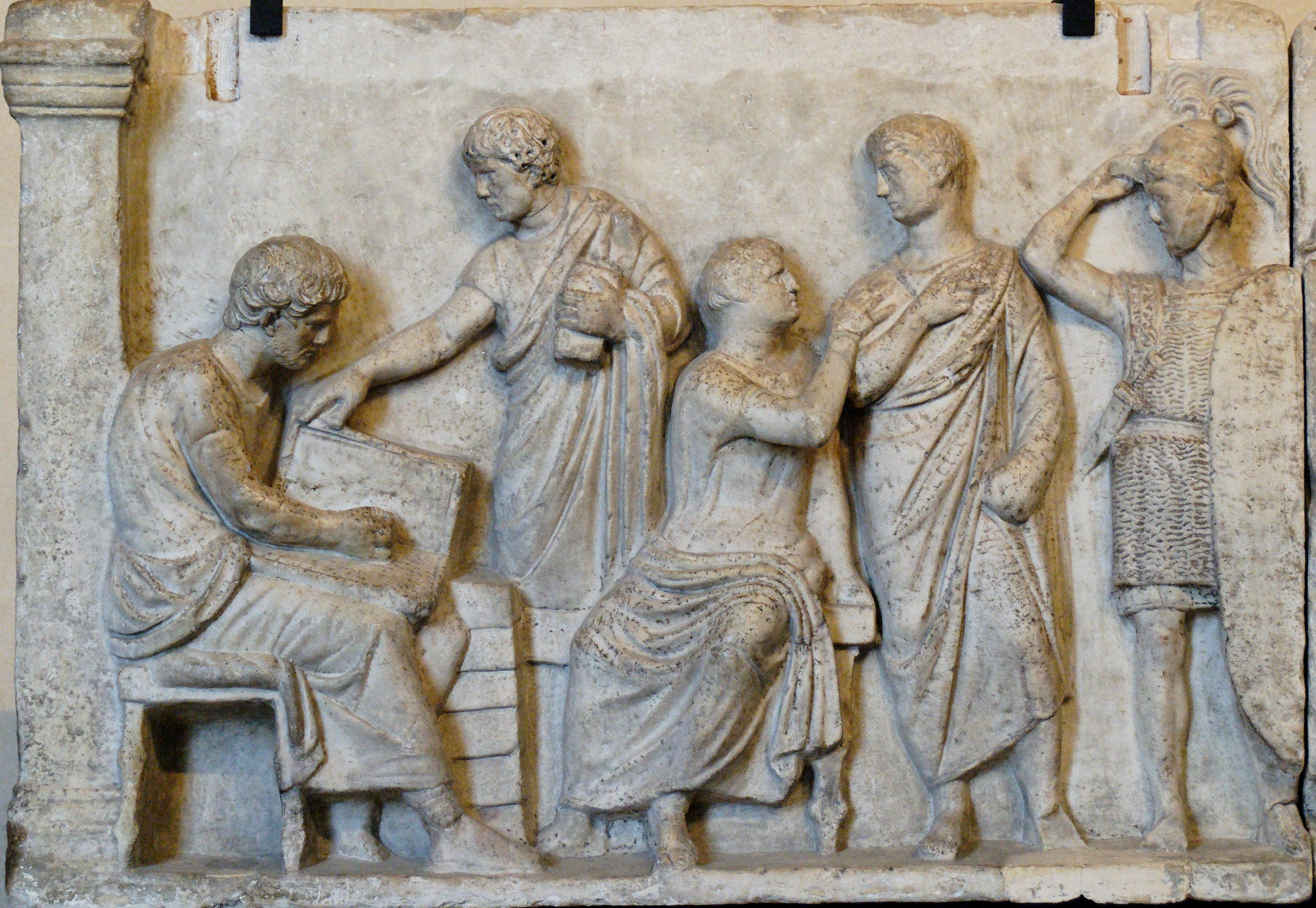
Scena di un censimento tra cittadini romani scolpiti nell'ara di Domizio Enobarbo, oggi al Museo del Louvre (tardo II secolo a.C.)

Il censo (lat. census) era un elenco dei cittadini e dei loro beni nella Roma antica. Il compito di stilare l'elenco era affidato ai censori. Col passare del tempo il termine venne inteso solamente come elenco dei beni posseduti, infatti dalla fine del XVIII secolo venne istituito il voto censitario, ovvero il diritto politico riconosciuto in base al proprio censo, ossia in base alla ricchezza posseduta.

## Storia
Secondo la tradizione, fu Servio Tullio a compiere una prima riforma timocratica dei cittadini romani, che li suddivise per patrimonio, dignità, età, mestiere, funzione, inserendo tali dati in pubblici registri. Tale riforma era fondamentale ai fini di stabilire quali cittadini dovevano prestare il servizio militare (obbligati ad armarsi a proprie spese e perciò chiamati adsidui), suddividendoli in cinque classi (sei se consideriamo anche quella dei proletarii) sulla base del censo, a loro volta ordinati in ulteriori quattro categorie: i seniores (maggiori di 46 anni: anziani) e gli iuniores (tra 17 e 46 anni: giovani), ovvero coloro che rientravano nelle liste degli abili a combattere; i pueri (di età inferiore ai 17 anni: i fanciulli) e gli infantes (di età inferiore agli 8 anni: i bambini) non ancora in età per prestare il servizio militare. In questo nuovo sistema la prima classe, la più facoltosa, poteva permettersi l'equipaggiamento completo da legionario, mentre quelle inferiori avevano armamenti via via più leggeri, e dove le prime tre costituivano la fanteria pesante e le ultime due quella leggera:
La stratificazione sociale definita dal censimento si rifletteva di conseguenza anche sull'organizzazione militare come segue:
1. la prima classe era formata da 80 centurie di fanteria,[7] che potessero disporre di un reddito di più di 100.000 assi. Era la classe maggioritaria che costituiva il cuore della falange oplitica dello schieramento romano regio, la prima linea.[8]
2. La seconda da 20 centurie ed un reddito tra i 100.000 ed i 75.000 assi. Costituiva la seconda linea.[7][8]
3. La terza da altre 20 centurie di fanteria leggera ed un reddito tra i 75.000 ed i 50.000 assi.[7][8]
4. La quarta composta da altre 20 centurie di fanteria leggera ed un reddito tra i 50.000 ed i 25.000 assi.[8][9]
5. La quinta formata da 30 centurie di fanteria leggera ed un reddito di appena 25.000-11.000 assi.[8][9][10]

Chi era sotto la soglia degli 11.000 assi era organizzato in una sola centuria, dispensata dall'assolvere agli obblighi militari (i cui membri erano chiamati proletarii o capite censi), tranne nel caso in cui non vi fossero particolari pericoli per la città di Roma. E a partire dalle guerre puniche impiegati nel servizio navale.
Al termine della seconda guerra punica vi fu una nuova riduzione del censo minimo richiesto per passare dalla condizione di proletarii (o capite censi) ad adsidui, ovvero per prestare il servizio militare all'interno delle cinque classi, come aveva stabilito nel VI secolo a.C., Servio Tullio. Si era, infatti, passati nel corso di tre secoli da un censo minimo di 11.000 assi ai 4.000 degli anni 214-212 a.C. (pari alle 400 dracme argentee di Polibio alla fine del III secolo a.C.) fino ai 1.500 assi riportati da Cicerone e databili agli anni 133-123 a.C., a testimonianza di una lenta e graduale proletarizzazione dell'esercito romano, alla continua ricerca di armati, in funzione delle nuove conquiste nel Mediterraneo. A questo punto, quindi, è chiaro che molti dei proletari ex nullatenenti erano stati nominalmente ammessi tra gli adsidui.
Con la riforma mariana dell'esercito romano, veniva addirittura abolita la coscrizione per censo, tanto che da questo momento in poi i cittadini meno abbienti erano mantenuti dallo Stato, ricevendo quindi uno stipendium, vitto, alloggio ed equipaggiamento, mentre i soldati veterani mandati in congedo, ottennero una pensione sotto forma di assegnazioni di terre nelle colonie e, più tardi, anche della cittadinanza romana.